# Les Douze Salopards
Ne doit pas être confondu avec Les Cinq Salopards ou Les Huit Salopards.
Série
Les Douze Salopards 2
(1985)
Pour plus de détails, voir Fiche technique et Distribution.
Les Douze Salopards (The Dirty Dozen) est un film de guerre américain réalisé par Robert Aldrich et sorti en 1967. Il s'agit d'une adaptation du roman The Dirty Dozen d'E. M. Nathanson (en), qui s'inspire lui-même de la section Filthy Thirteen (en) de la 101e division aéroportée.
Le film se déroule pendant la Seconde Guerre mondiale. Quelque temps avant le débarquement en Normandie, douze criminels tous condamnés à mort, aux travaux forcés ou à de longues peines de réclusion, se voient proposer une mission suicide qui pourra leur valoir une amnistie : attaquer un château en France, près de Rennes, où se sont installés une trentaine de hauts généraux nazis et en tuer le plus possible.
Le film est un succès commercial important. Il remporte par ailleurs l'Oscar du meilleur montage de son. En 2001, l'American Film Institute le classe 65e du classement AFI's 100 Years...100 Thrills des meilleurs thrillers.
Le film connaîtra trois suites en téléfilms ainsi qu'une série télévisée.

## Synopsis
En Angleterre, les supérieurs du commandant américain John Reisman lui demandent de préparer le terrain en vue du Débarquement. Ils le chargent de mener une opération commando au cours de laquelle son unité infiltrera un château près de Rennes où des officiers nazis viennent se détendre. Leur but est d'en tuer le maximum pour déstabiliser l'état-major allemand. Pour éviter de perdre des soldats de valeur, Reisman devra en sélectionner douze passibles de la peine de mort ou de la réclusion à perpétuité. Ceux qui survivront seront graciés. 
John se rend dans une prison militaire et sélectionne Joseph Wladislaw, Robert Jefferson, Victor Franko, Archer Maggot, Vernon Pinkley, Samson Posey, Milo Vladek, Gleen Gilpin, Roscoe Lever, Pedro Jiminez, Seth Sawyer et Tassos Bravos. D'abord réticents, tous acceptent et, avec l'aide du Sergent Bowren et de ses hommes, Reisman commence leur entraînement en pleine campagne. Dès le premier jour, Franko tente de s'échapper du camp mais Wladislaw et Jefferson le ramènent de force, car si l'un d'entre eux venait à fuir, les peines des autres condamnés seraient de suite appliquées. Quelques jours plus tard, Franko entame une mutinerie, cette fois-ci soutenue par tous et leur nécessaire de toilette leur est confisqué, ce qui leur vaut le surnom des "Douze Salopards" (allusion au titre original, The Dirty Dozen, Les Douze « Sales »). Reisman le privait d'eau chaude pour les solidariser dans un combat et former ainsi une unité militaire. En outre, chacun est soumis à des tests psychologiques par le captaine Kinder pour juger de ses capacités. Selon lui, tous sont irrécupérables et n'attendent qu'une occasion pour tuer Reisman. Le plus dangereux étant Maggot, qui fut condamné pour meurtres et viols de plusieurs femmes. Depuis, il se voit comme un envoyé de Dieu chargé de les châtier et n'hésitera pas à tuer les autres prisonniers qu'il voit également comme tels. Qui plus est il est raciste et déclenche au début de l'histoire une bagarre au sein du groupe, en insultant Jefferson. 
Sur le point de terminer leur formation, les Salopards doivent s'exercer au saut en parachute. Pour cela, ils se rendent sur une base aérienne du commandant Breed qui voue une haine réciproque à Reisman. Pour garder l'opération secrète, Reisman prétexte un entraînement sous la supervision d'un général en civil mais à leur arrivée, une fanfare militaire les attend. Pinkley est chargé de jouer le rôle du général et, devant l'attitude des « soldats », Breed demande à deux de ses hommes de découvrir ce que lui cache Reisman. Wladislaw est battu dans les toilettes mais reste muet. Posey et Jefferson interviennent et neutralisent à leur tour les  agresseurs dans les toilettes. Les prisonniers pensent d'abord qu'il s'agit d'un ordre de Reisman qui souhaite tester leur discrétion mais comprennent leur bévue, en voyant Breed et ses hommes - parmi lesquels les deux agresseurs de Wladislaw -  débarquer dans leur camp. Reisman s'infiltre, armé d'une mitraillette, et demande aux douze repris de justice de désarmer les intrus. Breed quitte alors le camp, furieux. 
Leur entraînement terminé, Reisman laisse les Salopards profiter d'une bonne nuit en invitant des prostituées (cachées aux yeux de Maggot) mais le général Worden et le brigadier Denton le découvrent. Sur le point d'annuler l'opération (et donc d'exécuter les condamnés), Reisman, en colère, leur dit que les prisonniers valent dix fois les hommes de Breed. Le major Armbruster suggère qu'ils participent aux manœuvres militaires pour le leur prouver. Les Douze se font passer pour des soldats de Breed et capturent son quartier général sans problème. Breed lui-même est capturé par Wladislaw. Impressionné, Worden ordonne donc le lancement de l'opération.
Reisman, Bowren et les Salopards sont parachutés en France mais Jiminez se casse la nuque en chutant sur un arbre pendant le saut. La mission continue et Reisman et Wladislaw (qui parle allemand) se déguisent en officiers pour infiltrer le château grâce à leur « chauffeur » Pinkley. Les « officiers » se rendent au salon tout en ayant permis à Maggot et Jefferson d'entrer, mais Gilpin se bloque la jambe dans le toit en voulant détruire l'antenne radio. L'opération vire au désastre lorsque Maggot surprend une femme (à la recherche de son amant) et l'oblige à crier avant de la tuer, ce qui déclenche l'alarme. Gilpin, toujours bloqué, lance ses grenades sur l'antenne, se tuant dans le processus. Pinkley bloque la sortie et tue les officiers cherchant à fuir avant de trépasser à son tour. À l'étage, Jefferson n'a d'autre choix que de tuer Maggot, devenu fou. Les Allemands se réfugient dans un bunker situé sous le château et Reisman et Wladislaw les piègent de l'intérieur avant de lancer des grenades via les conduits de ventilation qu'ils imbibent d'essence. Malgré une défense acharnée, Posey, Vladek, Gilpin, Lever, Sawyer et Bravos sont tués par les renforts nazis. Jefferson dégoupille les grenades pour détruire le château, qui explose quelques secondes plus tard, mais meurt sous les tirs allemands. Reisman, Bowren, Wladislaw et Franko fuient grâce à un semi-chenillé mais Franko se fait tuer en se réjouissant trop vite de leur victoire.
De retour en Angleterre, Wladislaw est gracié et les autres Salopards remerciés pour leur sens du devoir.

## Fiche technique
- Titre : Les Douze Salopards
- Titre original : The Dirty Dozen
- Réalisation : Robert Aldrich
- Scénario : Nunnally Johnson et Lukas Heller (en), d'après le roman éponyme de E. M. Nathanson (en) paru en 1965
- Musique : Frank De Vol
- Photographie : Edward Scaife
- Montage : Michael Luciano
- Production : Kenneth Hyman (en)
- Sociétés de production : Metro-Goldwyn-Mayer, MKH et Seven Arts Productions
- Société de distribution : Metro-Goldwyn-Mayer
- Pays de production :  États-Unis
- Langue originale : anglais
- Format : couleurs (Metrocolor) - 1,75:1 - 35mm - stéréo
- Genre : action et guerre
- Durée : 143 minutes
- Dates de sortie[1] : 
  - États-Unis : 15 juin 1967
  - France : 27 septembre 1967
- Affiche : Raymond Elseviers (Belgique)

## Distribution
- Lee Marvin (VF : René Arrieu) : le commandant John Reisman
- Ernest Borgnine (VF : André Valmy) : le général Sam Worden
- Charles Bronson (VF : Marcel Bozzuffi) : Joseph T. Wladislaw
- Jim Brown (VF : Sady Rebbot) : Robert T. Jefferson
- John Cassavetes (VF : Jacques Thébault) : Victor P. Franko
- Richard Jaeckel (VF : Jacques Richard) : le sergent Clyde Bowren
- George Kennedy (VF : Claude D'Yd) : le major Max Armbruster
- Trini Lopez (VF : Claude Mercutio) : Pedro Jimenez
- Ralph Meeker (VF : Michel Gudin) : le capitaine Stuart Kinder
- Robert Ryan (VF : Jacques Berthier) : le colonel Everett Dasher-Breed
- Telly Savalas (VF : Jacques Marin) : Archer (Arthur en VF) J. Maggott
- Donald Sutherland (VF : Jacques Balutin) : Vernon L. Pinkley
- Clint Walker (VF : Henri Gillabert) : Samson Posey
- Robert Webber (VF : Roland Ménard) : le général Denton
- Tom Busby : Milo Vladek
- Ben Carruthers : Glenn Gilpin
- Stuart Cooper : Roscoe Lever
- Colin Maitland : Seth K. Sawyer
- Al Mancini (VF : Henri Gillabert) : Tassos R. Bravos
- Robert Phillips (VF : Bernard Musson) : le caporal Carl Morgan
- George Roubicek : Arthur James Gardner
- Thick Wilson : l'aide de camp du général Worden
- Dora Reisser : la femme de l'officier allemand
- John Hollis : l'adjudant allemand au château (non crédité)

## Production

### Genèse et développement

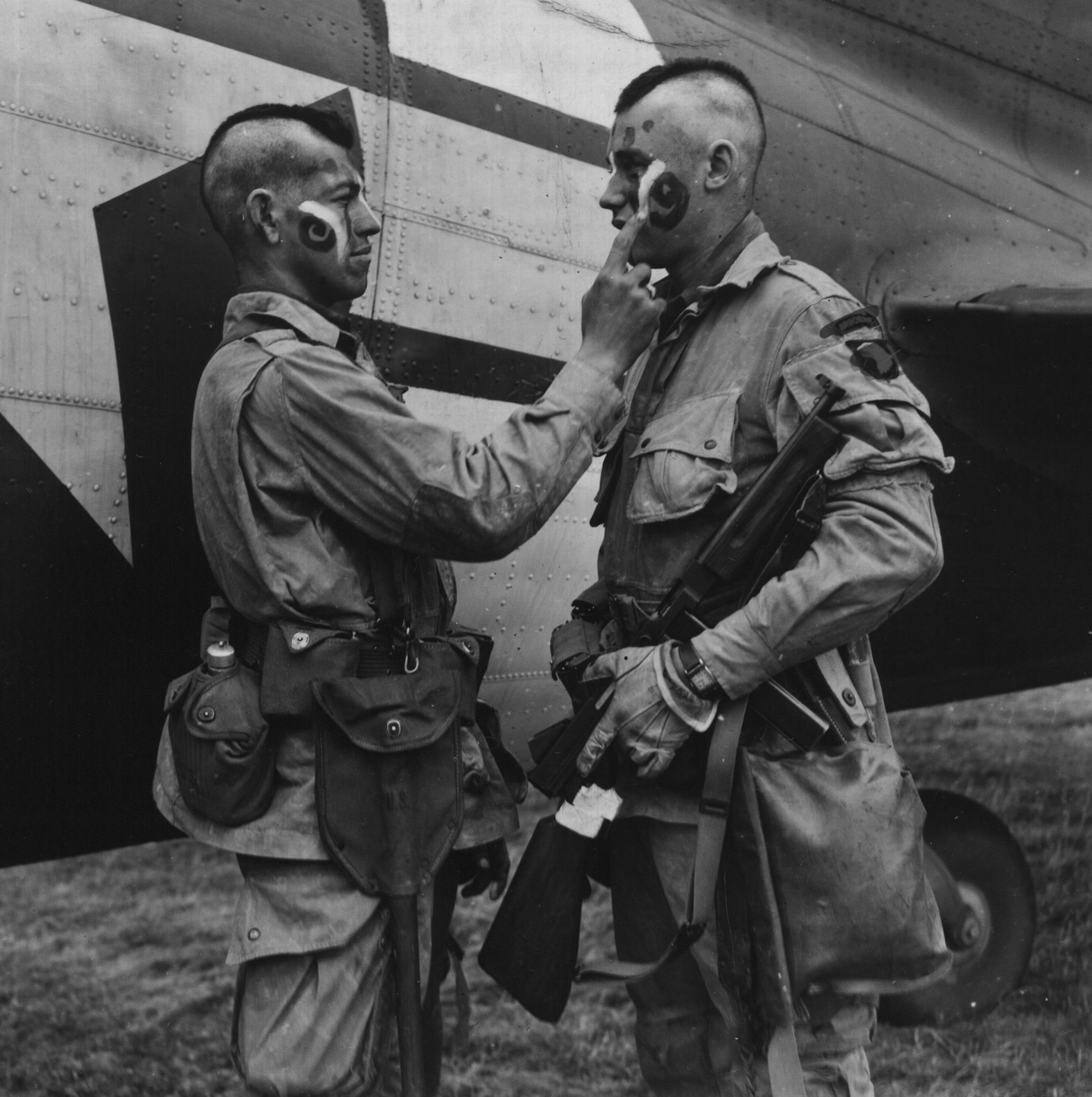
Un membre du « Filthy Thirteen », Clarence Ware, appliquant de la peinture de guerre à Charles Plaudo lors du D-day, le 5 juin 1944.
L'idée provenait du sergent de cette unité, Jake McNiece, pour honorer son héritage amérindien et dynamiser ses hommes pour le danger à venir.

Les Douze Salopards est une fiction tirée d'un roman ; le romancier E. M. Nathanson (en) affirme toutefois dans un mot d'introduction qu'il a ouï dire que de tels hommes ont existé, mais qu'il n'en a jamais trouvé confirmation dans les archives de l'armée ou du gouvernement américain.
Par ailleurs, l'histoire est largement inspirée par l'unité des « Filthy Thirteen (en) » (les « 13 dégueulasses », en français) .

### Choix des interprètes
La MGM voulait John Wayne pour le rôle principal. Devant la volonté de Robert Aldrich d'engager Lee Marvin, le « Duke » céda la place. Jack Palance refuse quant à lui le rôle de Magott.
Charles Bronson était très mécontent de tourner ce film. Il ne parla presque pas à ses collègues pendant le tournage. George Kennedy devait, lors de la préparation du film, jouer le rôle d'Arthur Maggott, le mémorable psychopathe interprété par Telly Savalas. Ernest Borgnine (acteur fétiche d'Aldrich) incarne un général américain cynique.

### Tournage
Lors du tournage en Angleterre, le château français (construit en dur par les décorateurs du film et par 250 personnes en quatre mois) s'avéra trop dangereux à faire exploser. La façade fut donc détruite et remplacée par une construction plus « utilisable ». En effet, les spectateurs avisés peuvent remarquer que seule l'entrée du manoir explose à la fin du film.
Plus d'un millier de techniciens et d'acteurs participent au tournage qui a lieu, entre autres, dans le village d'Aldery et dans un studio de l'est de Londres durant deux mois. Une centaine de véhicules militaires de la Seconde Guerre mondiale venus de toute l'Europe occidentale sont rassemblés pour le film.
En cours de tournage, l'agent de l'acteur Trini Lopez tenta de renégocier son salaire. Le réalisateur Robert Aldrich décida alors de supprimer purement et simplement la scène de la mort du personnage (qui se déroule ainsi hors-écran).

### Montage
À l'issue d'un premier montage, on dit à Robert Aldrich qu'il aurait certainement l'Oscar du meilleur réalisateur si seulement il retirait la scène où Jim Brown massacre les soldats allemands, prisonniers dans les caves. Aldrich, bien sûr, refusa. Selon lui, la guerre ne devait jamais être édulcorée. Il dira : « War is hell. » (« La guerre, c'est l'enfer. »)

## Distinctions
- Oscars 1968 : 
  - Oscar du meilleur montage de son
  - nomination à l'Oscar du meilleur second rôle masculin pour John Cassavetes.
  - nomination à l'Oscar du meilleur montage pour Michael Luciano.
  - nomination à l'Oscar du meilleur mixage sonore pour Metro Goldwyn Mayer Studio Sound Department.
- Golden Globes 1968 : nomination au Golden Globe du meilleur acteur dans un second rôle pour John Cassavetes.

## Autour du film

### Thèmes
Le film est considéré comme un véritable monument du film de guerre américain, mais est également un remake (nouvelle version) du film L'Invasion secrète (1964) de Roger Corman. Il donnera lui aussi lieu à d'autres piètres remakes. Le film est un succès commercial important. Il remporte par ailleurs l'Oscar du meilleur montage de son. En 2001, l'American Film Institute le classe 65e du classement AFI's 100 Years...100 Thrills des meilleurs thrillers.
Le film connaîtra trois suites en téléfilms ainsi qu'une série télévisée.
Le film, bien qu'antimilitariste, a été à l'époque qualifié de film « fasciste » par certains. On retrouve pourtant des thèmes virulents dénonçant l'armée américaine :
- le personnage de Wladislaw est très proche de celui de Jack Palance dans Attack (1956) du même Aldrich ;
- on entend le major Reisman lancer l'ordre d'exécuter des prisonniers allemands désarmés. Puis, au moment de s'échapper, il ordonne de brûler vifs les ennemis militaires et civils réfugiés dans les caves : « Vous voulez de l'essence… vous êtes sûr ? » lance un de ses coéquipiers. « Pensez à vos camarades morts », répond-il en substance ;
- pendant l'entraînement du commando, on assiste à un échange entre le psychiatre et Reisman portant sur la cohésion croissante du groupe des recrues devenant petit à petit des machines à tuer. « Vous êtes solidaires ! » : Reisman fabrique un esprit de corps selon la vieille technique du bouc émissaire : Franko, l'incurable individualiste, fait un temps les frais de sa manipulation ; bientôt, ce seront les Allemands… ;
- de même, la sélection de criminels a pu choquer. De tous temps, les délinquants militaires sont versés aux bataillons disciplinaires promis aux missions suicidaires. Le chemin de la rédemption est miné. On remarque d'ailleurs la même idée — moins politique, plus intériorisée — dans La Horde sauvage (1969) de Sam Peckinpah : dans ce western d'anthologie, les héros n'ont aucune raison de vivre, il fallait leur donner une raison de mourir. Ainsi, justement, le western Une raison pour vivre, une raison pour mourir (1972), de Tonino Valerii, s'inspirant vraisemblablement énormément des Douze Salopards, reprend le thème de la mission suicide confiée à des hors-la-loi condamnés à mort. Le mythe de la rédemption revisité par le septième art américain très imprégné de religiosité.
- Un seul parmi les douze sort du lot : Pedro Jimenez (Trini Lopez). Mélomane et guitariste, il avait d'après ses dires été condamné à tort. Il meurt précisément, juste avant le déclenchement de l'opération, sans avoir tué le moindre Allemand.

### Le plan d'attaque
Le commandant Reisman présente son plan d'attaque à ses recrues et le leur fait réciter dans une célèbre séquence. Il tient en 16 points qui donnent (dans la version française) :
1. Arrivée au barrage routier au moment opportun
2. On liquide les gardes « chleuhs »
3. Le commando va pique-niquer dans la joie
4. Le commandant et Wladislaw se présentent au théâtre
5. Pinkley attend dehors ; s'il dit un mot, il trinque
6. Le commandant arrime la corde lisse
7. Wladislaw lance le crochet sur le faîte du toit
8. Jimenez connaît la suite
9. On grimpe à la corde, couverts par le sous-officier
10. Sawyer et Gilby sont de service
11. Posey garde le point 3 en attendant les bombes
12. Wladislaw et le commandant rejoignent la partouze
13. Au sommet du poteau, Franko ramène sa fraise
14. L'heure H, Jimenez détruit la sirène, Franko coupe le téléphone
15. Franko vole un camion
16. On tire dans le tas et on file à l'anglaise

Évidemment, rien ne se passe comme prévu...

### Dans la culture populaire
- Le film aura inspiré les développeurs du premier volet du jeu vidéo Call of Duty. En effet, dans la campagne solo lors de la mission « Château », des soldats américains attaquent un manoir pour… libérer des prisonniers. Par ailleurs, les décors de la mission font beaucoup penser à ceux du film.
- Dans la bande dessinée, il a notamment inspiré un album de la série des Tuniques bleues : Les Cinq Salopards, par Raoul Cauvin et Lambil.

## Suites et dérivés
Le film connaîtra trois suites sorties sous forme de téléfilms :
- Les Douze Salopards 2 (The Dirty Dozen: Next Mission, 1985), avec Lee Marvin, Ernest Borgnine et Richard Jaeckel ;
- Les Douze Salopards : Mission Suicide (The Dirty Dozen: The Deadly Mission, 1987), avec Telly Savalas, Ernest Borgnine et Bo Svenson ;
- Les Douze Salopards : Mission fatale (The Dirty Dozen: The Fatal Mission, 1988), avec Telly Savalas et Ernest Borgnine.

Ainsi qu'une série télévisée qui ne dura qu'une seule saison :
- Les Douze Salopards (Dirty Dozen: The Series, 1988), avec Ben Murphy, John D'Aquino, Frank Marth, John Slattery et Jon Tenney

Dell Comics édite également la série de comics The Dirty Dozen en octobre 1967,.